# So Nakagawa
So Nakagawa (født 1. juni 1999) er en japansk fodboldspiller.
Han har spillet for flere forskellige klubber i sin karriere, herunder Kashiwa Reysol.